# Amuse
AMUSE Inc. (яп. 株式会社　アミューズ Kabushikigaisha Amyūzu) — японская компания, активная в сфере развлечений. Это так же агентство по поиску талантов (занимающееся поиском, воспитанием и продвижением артистов), и компания по производству видео- и аудиоконтента, и рекламное агентство. Кроме того, компания занимается издательской деятельностью, музыкальным программным обеспечением и патентным агентированием. Частный музей Amuse, расположенный в Асакуса, Токио, принадлежит компании. В нём представлены выставки укиё-э и текстиля.

## История
Компания Amuse inc была основана в 1978 году, когда она подписала контракт с рок-группой Southern All Stars. Вскоре после этого, в 1981 году, Amuse inc создала дочернюю компанию по производству и распространению фильмов Amuse Cinema City Inc. и выпустила фильм Morning Moon Wa Sozatsu Ni (в главной роли Син Кисида) в том же году, а затем Aiko 16 sai (1983). В 1983 году Amuse inc подписала контракт с актрисой Ясуко Томита. В следующем году Amuse inc открыла свой филиал в США.
Amuse Video Inc была создана в 1990 году как дочерняя компания по производству/продаже видеопрограмм группы Amuse inc. В 1995 году Amuse создала совместное предприятие с Bandai и открыла свой первый кинотеатр. В 2000 году Amuse inc открыла свой корейский филиал. 20 сентября 2001 года компания Amuse inc была зарегистрирована на бирже ценных бумаг в Осаке. Прокатный фильм «Пианист» получил Золотую пальмовую ветвь на Каннском кинофестивале 2002 года.
В 2004 году компания Amuse inc открыла интернет-магазины Ambra. В 2007 году она основала свой музыкальный лейбл Taishita в совместном предприятии с Victor Entertainment. В 2008 году группа инвестировала в Brussels Co. Ltd., компанию, которая занимается созданием бельгийских пивных баров. В 2009 году группа открыла дочернюю компанию Amuse Edutainment Inc. В 2012 году была создана компания Amuse Singapore. Amuse намеревалась дать вторую жизнь J-pop, продвигая группы Flumpool и WEAVER. В 2013 году она произвела и распространила фильм «Вечный ноль». В 2015 году была создана компания Amuse France inc.
В январе 2016 года компания Amuse установила партнёрские отношения с New Japan Pro-Wrestling, акции которой принадлежат Amuse inc. В США Amuse запустила J-Creation для развития связей между японскими и американскими производственными мощностями. В октябре 2018 года Amuse USA запустила Apocrypha: Легенда о Babymetal.
24 июня 2022 года Amuse Inc. объявила об основании новой компании Kulture Inc. и фонда, специализирующихся на Web3 и metaverse с целью создания следующего поколения развлечений. Kobametal, являющийся продюсером группы Babymetal был назначен директором Kulture Inc.

## Артисты
- Масахару Фукуяма
- Southern All Stars
- FLOW
- Flumpool
- Гэн Хосино
- Фудзиока Дин
- Cross Gene
- Каори Асо
- Дзюн Ёсинага
- Дзюнко Такеути
- Михо Исии
- Shit Kingz
- Николь Исида
- Масами Исихара
- Рэнка Исияма
- Юка Итая
- Ёси Итиге
- Эри Муракава
- Такафуми Имаи
- SIRO-A
- Рэй Ивата
- WEAVER
- Кори Фрэнкс R&B
- Go Ueki
- Дзури Уэно
- Кэнта Идзука
- Юдзиро Казама
- Руито Аояги
- Такуя Уэхара
- Соити Хирама
- Коуки Мизута
- Сёта Мацусима
- Рё Ёсидзава
- Дори Сакурада
- Сюхей Номура
- Кенто Каку
- Сёго Сакамото
- Даичи Канэко
- Казуки Исига
- Сёма Каи
- Коудай Мацуока
- Юта Косеки
- Такуя Мидзогути
- Кентаро Томита
- Масаки Ота
- Наюта Фукудзаки
- Каната Хосода
- Сюндзи Тагава
- Тайсукэ Ниихара
- Тайю Фудзивара
- Такуя Терада
- Кейсуке Уэда
- Кэйсукэ Ватанабэ
- Кацуми Хёдо
- Дзин Судзуки
- Рика Утикава
- Рёхэй Отани
- Юта Орисака
- Масахиро Ота
- Эми Даймацу
- Масару Омура
- Мэгуми Окада
- Айко Ямайдэ
- Ёси Окуяма
- Хисахиро Огура
- Perfume
- Sakura Gakuin
- Babymetal
- Mafumafu
- Begin
- Porno Graffitti
- Аканэ Саканоуэ
- Куруми Симидзу
- Юрико Ёситака
- Рииса Нака
- Кая Киёхара
- Юри Цунэмацу
- Аяка Миёси
- Эри Фукацу
- Frederic
- ЭДОГА САЛЛИВАН
- Анна Ямада
- Маю Хотта
- Айри Мацуи
- Алисса Яги
- Диос
- Асами Тано
- Хината Сато
- The Oral Cigarettes
- Юта Хираока
- Сакура Фудзивара
- NOA
- TEAM NACS (деловой альянс с CREATIVE OFFICE CUE.）
- Риэ Такахаси
- Тиаки Хоран
- Asterism
- Генри Обед
- Юи Мидзуно

## Бывшие артисты Amuse Inc
- Харума Миура
- One Ok Rock
- Такеру Сато
- Рюносуке Камики
- Кимито Тотани
- Сейсю Урагами
- Кинари Хирано
- Казунори Мимура
- Сёта Тагути
- Ито Наото
- Такуя Ёсимура
- Ю Такахаси
- Каору Масаки
- Сума Исихара

## Прочие активы

### Amuse Models
Amuse Models является подразделением компании Amuse. Компания Amuse Models была основана в 2004 году, её детское подразделение иногда называют Amuse Kids.
В 2014 году Amuse объединилась с Will Corporation и основала модельное агентство, которое сейчас состоит в основном из подростков. Среди талантов, принадлежавших Amuse после слияния с Will Corporation — Дзюри Уэно и Юрико Ёситака.

### Kulture Inc.
Kulture Inc. — дочерняя компания Amuse. Kulture была создана в целях дальнейшего развития индустрии развлечений и как место для внедрения технологических тенденций, таких как Web3 и Metaverse, в существующий бизнес, а также для создания новых услуг и развития бизнеса. 

### Владение акциями
- A-Sketch — совместное предприятие с KDDI
- Taishita Label Music — совместное предприятие с Victor Entertainment
- Amuse Soft Entertainment — объединилась с Amuse в 2015 году
- Amuse Quest
- Amuse Books — объединилась с Amuse в 2003 году
- Amuse Video — продано компании Toshiba
- Amuse Edutainment
- Geishin Creative Tokyo
- TOKYO FANTASY Inc.
- Ayers Inc. — merged with Amuse in 2015
- J-Feel
- Brussels Co., Ltd.
- Kirei Inc (U.S.A.)
- Amuse Korea
- Beijing Geishin Theatrical Art Production
- Geishin Creative Shanghai
- Live Viewing Japan